# Haukelandnuten
Der Haukelandnuten ist ein 1962 m hoher und schneebedeckter Berg in der Heimefrontfjella des ostantarktischen Königin-Maud-Lands. Er ragt im Helsetskarvet auf.
Wissenschaftler des Norwegischen Polarinstituts benannten ihn 1985. Namensgeber ist Mons Haukeland (1892–1983), ein Anführer der Widerstandsbewegung gegen die deutsche Besatzung Norwegens im Zweiten Weltkrieg.